# Fenilacetatna kiselina
Fenilacetatna kiselina (PAA, α-toluinska kiselina, benzensirćetna kiselina, alfa tolilna kiselina, 2-fenilacetatna kiselina) je organsko jedinjenje, koje sadrži fenilnu funkcionalnu grupu i karboksilnu funkcionalnu grupu. Ona je bela čvrsta materija neprijatnog mirisa. Zato što nalazi primenu u nedozvoljenoj proizvodnji fenilacetona (koji se koristi za proizvodnju met/amfetamina), ona je klasifikovana kao kontrolisana supstanca.

## Priprema
Ovo jedinjenje se može pripremiti hidrolizom benzil cijanida: